# Drapelul Cehiei

Steagul Republicii Cehe

Drapelul Republicii Cehe este identic cu cel al Cehoslovaciei. Când Cehoslovacia s-a dizolvat prin actul politic cunoscut sub numele de Divorțul de Catifea, Republica Cehă a menținut steagul Cehoslovaciei, iar Slovacia a adoptat alt steag. 
Drapelul ceh este în proporție de 2:3, și este format din două benzi de dimensiuni egale, în culorile alb și roșu, dublate în prima jumătate de un triunghi echilateral cu unul dintre vârfuri poziționat în centrul steagului și cu o latură pe lățimea drapelului. 